# Daisuke Nakaharai
Daisuke Nakaharai (jap. 中払 大介, Nakaharai Daisuke; * 22. Mai 1977 in der Präfektur Shizuoka) ist ein ehemaliger japanischer Fußballspieler.

## Karriere
Nakaharai erlernte das Fußballspielen in der Schulmannschaft der Shimizu Higashi High School. Seinen ersten Vertrag unterschrieb er 1996 bei Avispa Fukuoka. Der Verein spielte in der höchsten Liga des Landes, der J1 League. Für den Verein absolvierte er 118 Erstligaspiele. 2002 wechselte er zum Ligakonkurrenten Kyoto Purple Sanga (heute: Kyoto Sanga FC). 2002 gewann er mit dem Verein den Kaiserpokal. Am Ende der Saison 2003 stieg der Verein in die J2 League ab. 2005 wurde er mit dem Verein Meister der J2 League und stieg in die J1 League auf. Am Ende der Saison 2006 stieg Kyoto Purple Sanga wieder in die J2 League ab. Für den Verein absolvierte er 183 Spiele. 2008 wechselte er zum Ligakonkurrenten Avispa Fukuoka. Für den Verein absolvierte er 45 Spiele. Ende 2009 beendete er seine Karriere als Fußballspieler.

## Erfolge
Kyoto Purple Sanga
- Kaiserpokal

Sieger: 2002